# Aleksandr Sumarokow

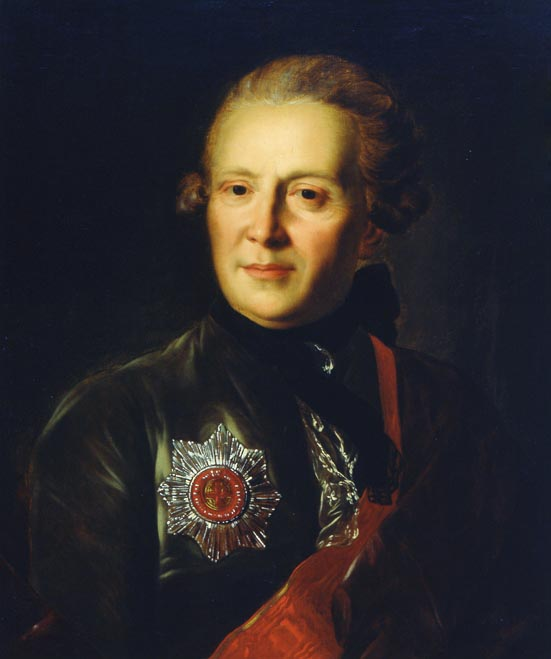
Aleksander Sumarokow z Orderem Świętej Anny 1 klasy

Aleksandr Pietrowicz Sumarokow (Александр Петрович Сумароков, ur. 25 listopada 1717 w majątku szlacheckim niedaleko Wildsmanstrand w Finlandii, zm. 12 października 1777 w Moskwie) – rosyjski pisarz, dramaturg i poeta, wolnomularz.
Pochodził z dawnej rodziny szlacheckiej, jego ojciec był oficerem i tajnym doradcą na dworze carskim.
W młodości Sumarokow został oddany do Szlacheckiego Korpusu Lądowego, w którym służbę skończył w 1740. Była to elitarna jednostka kształcąca wyższych urzędników państwowych. Został mianowany adiutantem hrabiego Gołowkina, a po objęciu tronu przez imperatorową Elżbietę – adiutantem hrabiego Razumowskiego, u którego przesłużył 10 lat.
Od młodzieńczych lat Sumarokow nie krył swego silnego przywiązania do sztuki teatralnej. W 1756 został wyznaczony na stanowisko dyrektora dopiero co założonego Teatru Rosyjskiego i z entuzjazmem podszedł do realizacji swoich zadań. Od 1759 wydawał periodyk „Pracowita pszczoła” (Трудолюбивая пчела), pierwsze w Rosji czasopismo literackie. Ukazywały się w nim m.in. rosyjskie przekłady utworów Horacego, Woltera, Jonathana Swifta.
Zasługą Sumarokowa jest stworzenie nowoczesnej dramaturgii w języku rosyjskim. Pod względem literackim twórczość Sumarokowa mieści się w konwencjach klasycystycznych. Dziś znana głównie literaturoznawcom, w osiemnastowiecznej Rosji była bardzo popularna. Pisał dużo dla teatru - zarówno tragedie, jak komedie,. Wśród współczesnych zdobył sobie popularność dzięki komediom, w których wzorował się na teatrze francuskim, stąd też nazywany był – nieco przesadnie – „Molierem Północy”. Jest Sumarokow także autorem blisko 400 bajek i ponad 130 pieśni miłosnych.
Sumarokow był także autorem libretta do pierwszej opery języku rosyjskim pt. Kefalos i Prokris. Jak przystało na epokę, jej treść związana była z mitologią, a muzykę do tekstu Sumarokowa napisał Francesco Araja, włoski kompozytor działający w Rosji w latach 1735–1762.
Głosił klasycystyczną prostotę stylu i jasność języka poetyckiego. Był silnie skonfliktowany z Łomonosowem, którego utworom poetyckim wytykał nadmierny patos i napuszoną retorykę. W roku 1774 napisał rozprawę dydaktyczno-teoretyczną pt. Pouczenie dla chcących zostać pisarzami (Наставление хотящим быть писателями), w której, w formie wierszowanej wykłada swoje postulaty poetyki (Na Pouczenie... złożyły się dwie epistoły napisane przez Sumarokowa znacznie wcześniej, bo już w roku 1747. Było to: O języku i O rymotwórstwie)
W 1769 Sumarokow zmuszony był opuścić Petersburg i osiąść w Moskwie, ponieważ naraził się carycy Katarzynie II Ostatnie lata przeżył w biedzie – przyczyniły się do tego długi oraz fakt, że pisarz wpadł w nieuleczalny nałóg alkoholizmu. Zmarł w samotności 12 października (1 października starego stylu) 1777, pochowany został w Monasterze Dońskim.

## Ważniejsze utwory
Tragedie:
- Choriew (Хорев), 1747
- Hamlet (Гамлет), 1748
- Dymitr Samozwaniec (Лжедмитрий), 1771
- Mścisław, (Мстислав), 1774

Komedie
- Pressotinus(Прессотинус), 1750
- Potwory (Чудовища), 1750
- Opiekun (Опекун), 1765
- Kłótnice (Вздорщицы), 1772
- Rogacz z urojenia(Роговец по воображении), 1772

Libretto operowe:
- Kefalos i Prokris, 1755

Liryka miłosna - ody, pieśni, eklogi, idylle.
Satyry, bajki, epigramaty
Traktat teoretyczny:
- Pouczenie dla chcących zostać pisarzami (Наставление хотящим быть писателями), 1774